# Saint-Nicolas-d’Aliermont
Saint-Nicolas-d’Aliermont – miejscowość i gmina we Francji, w regionie Normandia, w departamencie Sekwana Nadmorska.
Według danych na rok 1990 gminę zamieszkiwało 4055 osób, a gęstość zaludnienia wynosiła 261 osób/km² (wśród 1421 gmin Górnej Normandii Saint-Nicolas-d’Aliermont plasuje się na 61. miejscu pod względem liczby ludności, natomiast pod względem powierzchni na miejscu 125.).